# 倪雅倫
倪雅倫（英語：Emma Ni，1977年1月4日—），台灣女藝人、主持人、模特兒。

## 個人生活
其祖母是中華民國首位女少將姜毅英。
胞兄是綜藝節目來賓倪道民。
前夫為前裕隆納智捷籃球隊執行教練和台元女子籃球隊執行教練邱啟益，2008年結婚，育有一女，2013年2月因個性不合而離婚。

## 主持作品

### 電視節目
- 東森超視《超級決戰集鮮風》
- MTV音樂台《新掀貨》
- Star World《傑出任務》
- 衛視中文台《SEX》

### 活動主持
- 保時捷發表會
- 蘭蔻全省活動
- 生活工場記者會
- 錦衣衛 (機車防竊系統) 活動主持
- 施舒雅美容美體中心記者會
- 中國石油
- 蜜斯佛陀彩妝
- 魔戒電玩發表會
- 吳彥祖蜜妮洗面乳記者會
- Dior台灣週年記者會
- Bazzar週年記者會
- Stila記者會
- 碧兒泉記者會
- Ispa記者會
- 貝佳斯記者會
- Fancl記者會
- 露得清記者會

## 演出作品

### 電視劇
- 2003年 東森綜合台《老婆大人》客串
- 2006年 中視《白色巨塔》飾演 楊慕恩
- 2009年 華視《敲敲愛上你》飾演 姚子待

## 廣告代言
- Diona金飾
- Merriva保養品
- 瑞芳婚紗小鎮
- 伊蘭纖姿
- Pluus形象大使
- True yoga

## 出版作品

### 書籍
- 2005年《名模養成的12堂課》柏室出版 ISBN 9867224760

## 外部連結
- Emma倪雅倫的Facebook專頁
- 倪雅倫的Instagram帳戶